# Lijst van nummer 1-hits in Duitsland in 1959
Deze hits stonden in 1959 op nummer 1 in de Der Musikmarkt, de bekendste hitlijst in Duitsland.
| Datum        | Artiest           | Titel                     |
| ------------ | ----------------- | ------------------------- |
| 3 januari    | Billy Vaughn      | La paloma                 |
| 10 januari   | Billy Vaughn      | La paloma                 |
| 17 januari   | Billy Vaughn      | La paloma                 |
| 24 januari   | Billy Vaughn      | La paloma                 |
| 31 januari   | Nilsen Brothers   | Tom Dooley                |
| 7 februari   | Nilsen Brothers   | Tom Dooley                |
| 14 februari  | Nilsen Brothers   | Tom Dooley                |
| 21 februari  | Nilsen Brothers   | Tom Dooley                |
| 28 februari  | Nilsen Brothers   | Tom Dooley                |
| 7 maart      | Nilsen Brothers   | Tom Dooley                |
| 14 maart     | Nilsen Brothers   | Tom Dooley                |
| 21 maart     | The Kingston Trio | Tom Dooley                |
| 28 maart     | The Kingston Trio | Tom Dooley                |
| 4 april      | The Kingston Trio | Tom Dooley                |
| 11 april     | The Kingston Trio | Tom Dooley                |
| 18 april     | The Kingston Trio | Tom Dooley                |
| 25 april     | Freddy            | Die gitarre und das meer  |
| 2 mei        | Freddy            | Die gitarre und das meer  |
| 9 mei        | Freddy            | Die gitarre und das meer  |
| 16 mei       | Freddy            | Die gitarre und das meer  |
| 23 mei       | Freddy            | Die gitarre und das meer  |
| 30 mei       | Freddy            | Die gitarre und das meer  |
| 6 juni       | Freddy            | Die gitarre und das meer  |
| 16 juni      | Freddy            | Die gitarre und das meer  |
| 20 juni      | Freddy            | Die gitarre und das meer  |
| 27 juni      | Freddy            | Die gitarre und das meer  |
| 4 juli       | Freddy            | Die gitarre und das meer  |
| 11 juli      | Freddy            | Die gitarre und das meer  |
| 18 juli      | Freddy            | Die gitarre und das meer  |
| 25 juli      | Freddy            | Die gitarre und das meer  |
| 1 augustus   | Dalida            | Am tag, als der regen kam |
| 8 augustus   | Dalida            | Am tag, als der regen kam |
| 15 augustus  | Dalida            | Am tag, als der regen kam |
| 22 augustus  | Dalida            | Am tag, als der regen kam |
| 29 augustus  | Dalida            | Am tag, als der regen kam |
| 5 september  | Dalida            | Am tag, als der regen kam |
| 12 september | Dalida            | Am tag, als der regen kam |
| 19 september | Dalida            | Am tag, als der regen kam |
| 26 september | Dalida            | Am tag, als der regen kam |
| 3 oktober    | Dalida            | Am tag, als der regen kam |
| 10 oktober   | Bill Ramsey       | Souvenirs                 |
| 17 oktober   | Bill Ramsey       | Souvenirs                 |
| 24 oktober   | Bill Ramsey       | Souvenirs                 |
| 31 oktober   | Bill Ramsey       | Souvenirs                 |
| 7 november   | Bill Ramsey       | Souvenirs                 |
| 14 november  | Bill Ramsey       | Souvenirs                 |
| 21 november  | Freddy            | Unter fremden sternen     |
| 28 november  | Freddy            | Unter fremden sternen     |
| 5 december   | Freddy            | Unter fremden sternen     |
| 12 december  | Freddy            | Unter fremden sternen     |
| 19 december  | Freddy            | Unter fremden sternen     |
| 26 december  | Freddy            | Unter fremden sternen     |